# Rivière Jamet
La rivière Jamet est un cours d'eau du territoire non organisé de Baie-des-Chaloupes, dans la municipalité régionale de comté (MRC) de Antoine-Labelle, dans la région administrative des Laurentides, au Québec, au Canada.
La rivière Jamet coule surtout en milieu forestier.

## Géographie
La rivière Jamet prend sa source au lac Jamet (longueur : 4 km ; largeur 2,7 km de forme plus ou moins triangulaire), dans le territoire non organisé de la Baie-de-la-Bouteille. Ce lac est situé au sud-est du lac des Cinq Doigts, au sud-ouest du lac des Mocassins et à 1,8 km au nord-ouest du lac des Sucreries. La rive est du lac Jamet constitue la limite entre le Parc national du Mont-Tremblant et la Réserve faunique Rouge-Matawin.
La rivière Jamet draine notamment les lacs : Valade (altitude : 343 m), Petit lac Valade, Écuyer (altitude : 374 m), Raemer, Petit lac Raemer, Tostat (altitude : 386 m), Varages, Clarens, Salaise (altitude : 440 m) et Jamet (altitude : 452 m). Tandis que le lac Jamet reçoit par le sud-est les eaux du lac Albert (altitude : 462 m), Allongé et Laclède (altitude : 464 m).
Depuis l'embouchure du lac Jamet, la rivière Jamet descend sur 10 km en zone forestière pour aller se déverser sur la rive est (juste en amont du pont) du lac des Sucreries que traverse la rivière Macaza ; cette dernière se déverse dans la rivière Rouge.

## Toponymie
Le toponyme rivière Jamet évoque la mémoire du père Denis Jamet ou Jamay qui a été le premier supérieur des Récollets en Nouvelle-France. Il arriva au Canada en 1615 avec le frère Pacifique Du Plessis, ainsi que les pères Joseph Le Caron et Jean Dolbeau. Dès le printemps 1616, le père Jamet retourne en France dans l'objectif de trouver les ressources pour bien établir la mission néo-française. L'aide viendra particulièrement du grand vicaire de Pontoise, Charles de Boves. Jamet retourne à Québec en 1620 où il entreprend aussitôt l'érection du couvent de Notre-Dame-des-Anges, près de la rivière Saint-Charles. Jamet retourne en France en 1622. Il est décédé en 1625, à Montargis, dans la province d'Orléanais.
Le toponyme rivière Jamet a été officialisé le 7 avril 1949 par la Commission de géographie du Québec.